# Qaleh-ye Kah (distrikt)
Qaleh-ye Kah är ett distrikt i Afghanistan. Det ligger i provinsen Farah, i den västra delen av landet, 800 kilometer väster om huvudstaden Kabul.
Distriktet beräknades år 2022 ha cirka 36 000 invånare.